# Hydroporus constantini
Hydroporus constantini är en skalbaggsart som beskrevs av Carles Hernando och Javier Fresneda 1996. Hydroporus constantini ingår i släktet Hydroporus och familjen dykare. Inga underarter finns listade i Catalogue of Life.